# Стуколкіно
Стуко́лкіно (рос. Стуколкино, башк. Стуколкин) — присілок (в минулому селище) у складі Уфимського району Башкортостану, Росія. Входить до складу Булгаковської сільської ради.
Населення — 441 особа (2010; 406 в 2002).
Національний склад:
- росіяни — 53 %